# Stirtonanthus
Stirtonanthus är ett släkte av ärtväxter. Stirtonanthus ingår i familjen ärtväxter.
Kladogram enligt Catalogue of Life:
| Stirtonanthus | \| \| Stirtonanthus chrysanthus \| \| \| \| \| \| Stirtonanthus insignis \| \| \| \| \| \| Stirtonanthus taylorianus \| \| \| \| |
|               | \| \| Stirtonanthus chrysanthus \| \| \| \| \| \| Stirtonanthus insignis \| \| \| \| \| \| Stirtonanthus taylorianus \| \| \| \| |
|               | Stirtonanthus chrysanthus |
|               | |
|               | Stirtonanthus insignis |
|               | |
|               | Stirtonanthus taylorianus |
|               | |

## Bildgalleri